# Psychoda villosa
Psychoda villosa är en tvåvingeart som beskrevs av Salamanna och Raggio 1985. Psychoda villosa ingår i släktet Psychoda och familjen fjärilsmyggor.
Artens utbredningsområde är Italien. Inga underarter finns listade i Catalogue of Life.